# انجی دیکینسون
انجی دیکینسون (انگلیسی: Angie Dickinson؛ زاده ۳۰ سپتامبر ۱۹۳۱) هنرپیشه اهل آمریکا است. وی از سال ۱۹۵۴ میلادی تاکنون مشغول فعالیت بوده‌است.

## زندگی‌نامه
با نام تولد آنجلین براون(به انگلیسی: Angeline Brown) در ۱۹۳۱ در کولم، داکوتای شمالی زاده شد. بیشتر به دلیل نقش‌های بی پروایش در فیلم‌هایی مثل ریوبراوو، ۱۱ یار آوشن، گناهان ریچل کید و در لباسی خیره‌کننده مطرح شده‌است.
در جوانی قصد داشت نویسنده شود. پس از پایان دانشگاه به مدت سه سال و نیم در یک کارخانه سازندهٔ قطعات هواپیما به عنوان منشی مشغول بکار شد. در سال ۱۹۵۳ وارد «مسابقات محلی ملکه زیبایی آمریکا» شد و مقام دوم را کسب کرد. در ابتدا به عنوان بازیگر میهمان در چند نمایش کمدی و شوی تلویزیونی ظاهر شد. در دهه پنجاه در چند سریال معروف تلویزیونی مثل پری میسون، مایک هامر و انسان‌ها در فضا بازی کرد. رنگ موهای او در اصل قرمز رنگ بود، اما در این زمان بود که او به تقلید از مریلین مونرو و جین مانسفیلد رنگ موهایش را بلوند کرد. اولین نقش مهم او، در سال ۱۹۵۹ در فیلم هاوارد هاوکز – ریوبراوو بود که در این فیلم در برابر قهرمان رویاهای کودکیش، جان وین و همچنین دین مارتین، ریکی نلسون و والتر برنان قرار گرفت. موفقیت در این فیلم موجب تثبیت کاراکتر او به عنوان یک بازیگر درجه یک شد.

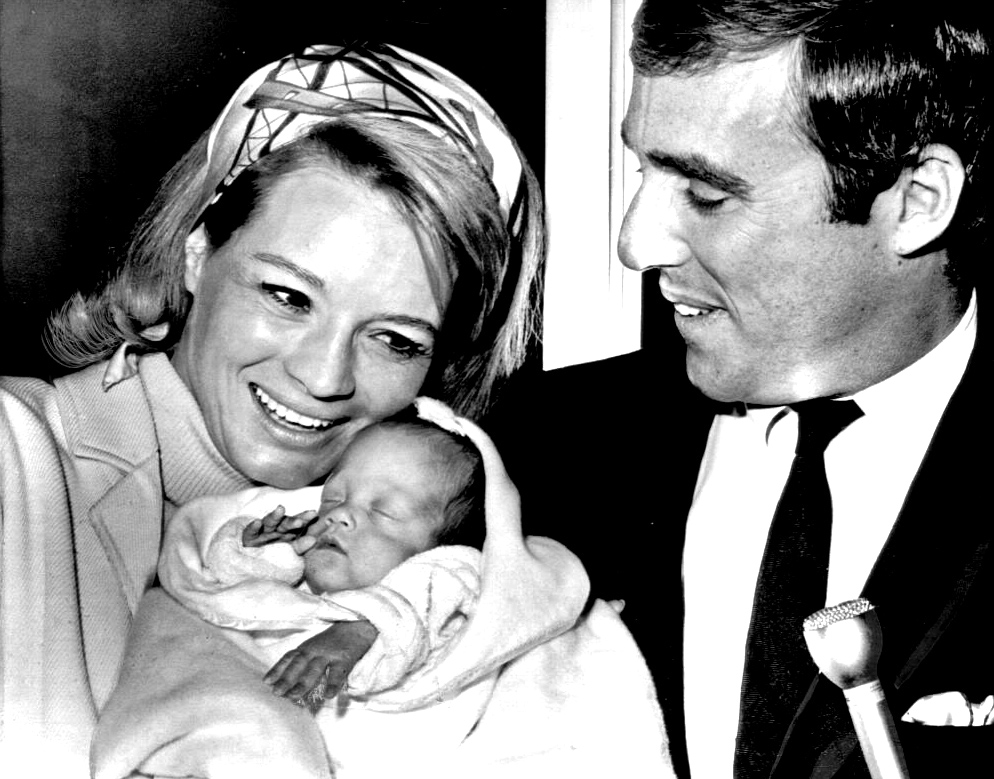
انجی دیکینسون، برت بکراک و دخترشان نیکی (۱۹۶۶)

در دههٔ ۶۰ او تبدیل به یکی از بانوان درجه اول سینمای هالیوود بدل گشت و در فیلم‌های معروفی همچون یازده یار آوشن (۱۹۶۰ در برابر دوست صمیمیش فرانک سیناترا و به نقش همسر او)، The Bramble Bush (۱۹۶۰ در برابر ریچارد برتون)، جسیکا (۱۹۶۲) (به کارگردانی ژان نگولسکو و بازی موریس شوالیه)، قاتلین (۱۹۶۳ به کارگردانی دان سیگل و بازی لی ماروین)، تعقیب (۱۹۶۶ در برابر مارلون براندو، جین فوندا و رابرت ردفورد)، درست به هدف (۱۹۶۷ به کارگردانی جان بورمان و بازی لی ماروین) و سام ویسکی (۱۹۶۹ در برابر برت رینولدز) ظاهر شد.
در دهه ۷۰ بازی در سریال معروف تلویزیونی «زن پلیس»، در نقش گروهبان سوزان آندرسون، افسر دایره جنایی LAPD برای او یک جایزه گلدن گلوب و سه نامزدی پیاپی جایزه امی را دربرداشت. این سریال در واقع نقطه آغازی بود بر سریال‌هایی با محور زن قهرمان همچون فرشتگان چارلی، زن سرگردان، زن بیونیک و کاگنی و لاسی. در سال ۱۹۸۰ در تریلر برایان دی پالما، «در لباسی خیره‌کننده» به بازی پرداخت.
چهار دهه بعد از فیلم یازده یار اوشن در بازسازی سال ۲۰۰۱ آن نیز بازی کرد و در برابر هنرپیشگان مطرحی چون جرج کلونی و برد پیت قرار گرفت.
در سال ۲۰۰۷ دخترش «نیکی» که از بیماری اوتیسم رنج می‌برد خودکشی کرد که موجب غم و اندوه فراوان وی شد.

## جوایز و نامزدی‌ها

### جوایز امی

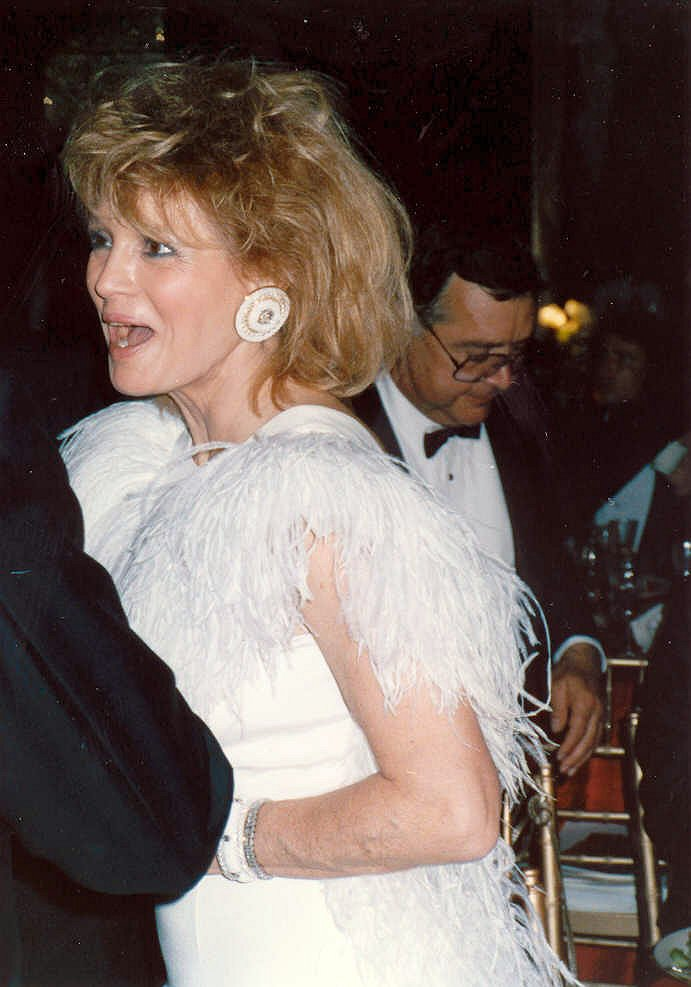
انجی دیکینسون در میهمانی فرماندار Ball پس از جوایز اسکار ۱۹۸۹, ۲۹ مارس ۱۹۸۹

- ۱۹۷۵ – Best Actress in a Drama Series بخاطر زن پلیس – نامزد
- ۱۹۷۶ – بهترین بازیگر زن: مجموعه تلویزیونی درام بخاطر زن پلیس – نامزد
- ۱۹۷۷ – بهترین بازیگر زن: مجموعه تلویزیونی درام بخاطر زن پلیس – نامزد

### جوایز گلدن گلوب
- ۱۹۶۰ – New Star Actress of the Year – برنده
- ۱۹۷۵ – بهترین بازیگر زن: مجموعه تلویزیونی درام بخاطر زن پلیس – برنده
- ۱۹۷۶ – بهترین بازیگر زن: مجموعه تلویزیونی درام بخاطر زن پلیس – نامزد
- ۱۹۷۷ – بهترین بازیگر زن: مجموعه تلویزیونی درام بخاطر زن پلیس – نامزد
- ۱۹۷۸ – بهترین بازیگر زن: مجموعه تلویزیونی درام بخاطر زن پلیس – نامزد

### جوایز ساترن
- ۱۹۸۰ – بهترین بازیگر زن بخاطر در لباسی خیره‌کننده – برنده

### سایر
- ۱۹۸۷ – دریافت یک ستاره در پیاده‌رو شهرت هالیوود برای سهم خویش در تلویزیون.

## فیلم‌شناسی
از فیلم‌ها یا برنامه‌های تلویزیونی که وی در آن نقش داشته‌است می‌توان به آثار زیر اشاره کرد.

### سینمایی
- شریک تنسی (۱۹۵۵)
- مردی با اسلحه (۱۹۵۵)
- دروازه چین (۱۹۵۷)
- من با یک زن ازدواج کردم (۱۹۵۸)
- وحشت گریه (۱۹۵۸)
- ریو براوو (۱۹۵۹)
- ۱۱ یار اوشن (۱۹۶۰)
- گناهان ریچل کید (۱۹۶۱)
- The Bramble Bush (۱۹۶۰)
- جسیکا (۱۹۶۲)
- ماجرای رم (۱۹۶۲)
- قاتلین (۱۹۶۳
- کاپتان نیومن (۱۹۶۳)
- هنر عشق (۱۹۶۵)
- Cast A Jiant Shadow (۱۹۶۶)
- تعقیب (۱۹۶۶)
- خشخاش همیشه یک گل است (۱۹۶۶)
- درست به هدف (۱۹۶۷)
- آخرین مبارزه (۱۹۶۷)
- بیلی یانگ جوان (۱۹۶۹)
- سام ویسکی (۱۹۶۹)

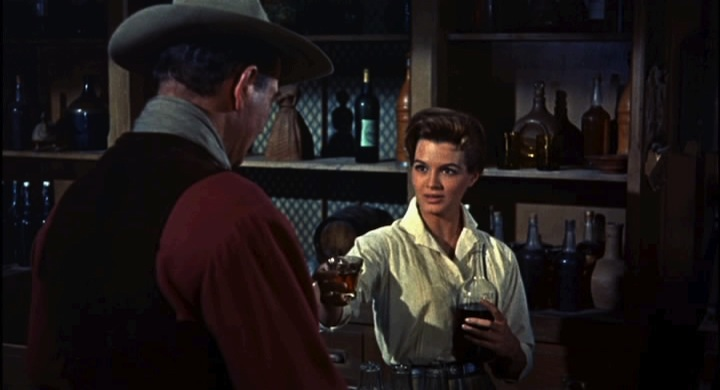
ریو براوو، دیکینسون و جان وین

- خدمتکاران خوشگل همه در یک صف (۱۹۷۱)
- مادر بزرگ بد (۱۹۷۴)
- تب کلوندایک (۱۹۸۰)
- در لباسی خیره‌کننده (۱۹۸۰)
- چارلی چان و نفرین ملکه اژدها (۱۹۸۱)
- شکار مرگ (۱۹۸۱)
- وحشت در راهروها (۱۹۸۴)
- مادر بزرگ بد قسمت دوم (۱۹۸۷)
- دیوانگی (۱۹۹۵)
- حتی دختران گاوچران هم نغمه‌های بلوز را می‌فهمند (۱۹۹۵)
- سابرینا (۱۹۹۵)
- دوئت (۲۰۰۰)
- یازده یار اوشن (۲۰۰۱)

### تلویزیونی
- پری میسون
- مایک هامر
- انسان‌ها در فضا
- زن پلیس